# Araǰin Xowmb 1995-1996
L'Araǰin Xowmb 1995-1996 è stata la 5ª edizione della seconda serie del campionato armeno di calcio.

## Stagione

### Novità
Al termine della passata stagione, trattandosi di un campionato di transizione, non ci sono state promozioni. Dalla Bardsragujn chumb, invece, sono retrocesse Yerazank e Banants.
Kasakh, Tsement Ararat 2, Lernagorts, Tufagorts, Yerazank e Banants si sono ritirate prima dell'inizio del campionato.

### Formula
Le dodici squadre partecipanti Si affrontano due volte, per un totale di ventidue giornate. La squadra vincitrice, viene promossa in Bardsragujn chumb 1996-1997. La seconda classificata uno spareggio promozione-retrocessione contro la penultima classificata della Bardsragujn chumb 1995-1996.

## Classifica
|  | Pos. | Squadra        | Pt | G  | V  | N | P  | GF | GS | DR  |
|  | ---- | -------------- | -- | -- | -- | - | -- | -- | -- | --- |
|  | 1.   | Arabkir Erevan | 47 | 22 | 15 | 2 | 5  | 58 | 22 | +36 |
|  | 2.   | BKMA Erevan    | 44 | 22 | 13 | 5 | 4  | 63 | 17 | +46 |
|  | 3.   | Lori           | 42 | 22 | 12 | 6 | 4  | 33 | 16 | +17 |
|  | 4.   | Astgh          | 38 | 22 | 11 | 5 | 6  | 38 | 27 | +11 |
|  | 5.   | Armavir        | 36 | 22 | 10 | 6 | 6  | 45 | 33 | +12 |
|  | 6.   | Kumayri        | 35 | 22 | 11 | 2 | 9  | 33 | 25 | +8  |
|  | 7.   | Nairi Erevan   | 30 | 22 | 9  | 3 | 10 | 42 | 50 | -8  |
|  | 8.   | Kapan-81 FC    | 29 | 22 | 8  | 5 | 9  | 32 | 33 | -1  |
|  | 9.   | Dvin Artashat  | 24 | 22 | 7  | 3 | 12 | 34 | 50 | -16 |
|  | 10.  | Arai           | 23 | 22 | 7  | 2 | 13 | 26 | 44 | -18 |
|  | 11.  | Dinamo Erevan  | 22 | 22 | 6  | 4 | 12 | 27 | 38 | -11 |
|  | 12.  | Eghvard        | 4  | 22 | 1  | 1 | 20 | 17 | 91 | -74 |

Legenda:
      Promossa in Bardsragujn chumb 1996-1997
 Ammessa allo spareggio promozione-retrocessione
Note:
Tre punti a vittoria, uno a pareggio, zero a sconfitta.

## Spareggio promozione/retrocessione
|                | Risultati |             | Luogo e data          |
| -------------- | --------- | ----------- | --------------------- |
| Aragats Gyumri | 0 - 4     | BKMA Erevan | Erevan, 8 giugno 1996 |